# Bisbat de San Cristóbal de las Casas

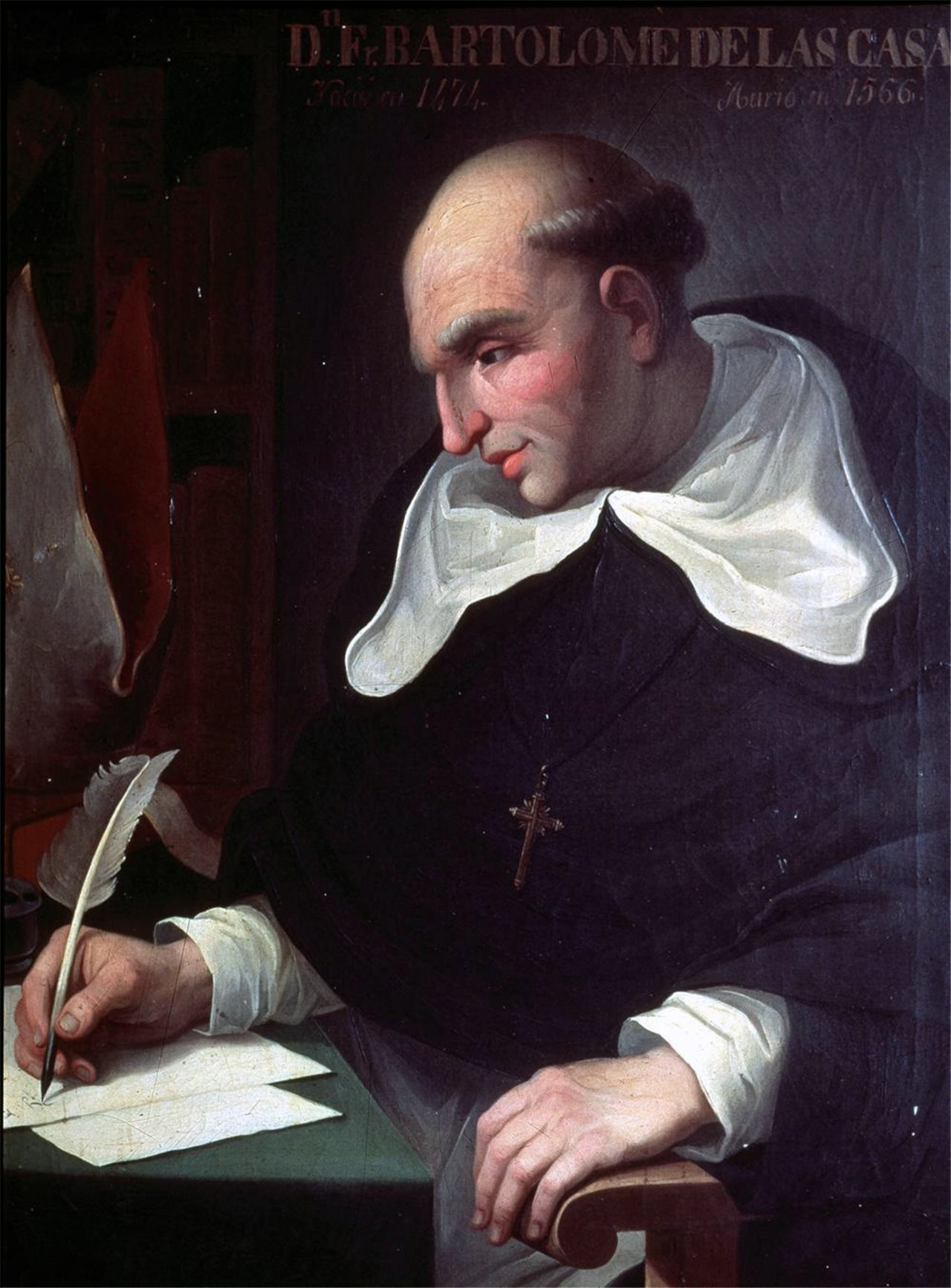
El servent de Déu Bartolomé de las Casas, bisbe de Chiapas del 1543 al 1550.

El bisbat de San Cristóbal de Las Casas (castellà:  Diócesis de San Cristóbal de Las Casas, llatí: Dioecesis Sancti Christophori de Las Casas) és una seu de l'Església Catòlica a Mèxic, sufragània de l'arquebisbat de Tuxtla Gutiérrez, i que pertany a la regió eclesiàstica Pacífico-Sur. L'any 2014 tenia 1.339.000 batejats sobre una població d'1.752.000 habitants. Actualment està regida pel bisbe Felipe Arizmendi Esquivel.

## Territori
La diòcesi comprèn 48 municipis de l'estat mexicà de Chiapas.
La seu episcopal és la ciutat de San Cristóbal de Las Casas, on es troba la catedral de Sant Cristòfor.
El territori s'estén sobre 36.821  km², i està dividit en 57 parròquies, agrupades en 7 zones pastorals.

## Història
La diòcesi de Chiapas va ser erigida el 19 de març de 1539, prenent el territori del bisbat de l'Antequera (avui arxidiòcesi). Originàriament era sufragània de l'arquebisbat de Sevilla.
El 12 de febrer de 1546 entrà a formar part de la província eclesiàstica de l'arquebisbat de Mèxic.
El 16 de desembre de 1743 esdevingué sufragània de l'arquebisbat de Guatemala, però en virtut de la butlla Dominico gregi del papa Gregori XVI el 25 d'abril de 1837 va ser restituïda a la jurisdicció metropolitana de l'arquebisbat de Mèxic. El 23 de juny de 1891 entrà a formar part de la província eclesiàstica de l'arxidiòcesi d'Antequera.
El 19 de juny de 1957 cedí part del seu territori a benefici de l'erecció del bisbat de Tapachula.
El 27 d'octubre de 1964 cedí part del seu territori a benefici de l'erecció de la diòcesi de Tuxtla Gutiérrez (avui arxidiòcesi) i contextualment assumí el nom actual.
El 25 de novembre de 2006 entrà a formar part de la província eclesiàstica de l'arquebisbat de Tuxtla Gutiérrez.
El 15 de febrer de 2016 la diòcesi rebé la visita pastoral del Papa Francesc.

## Cronologia episcopal
- Juan de Arteaga y Avendaño † (1539 - 8 de setembre de 1541 mort)
- Bartolomé de las Casas, O.P. † (19 de desembre de 1543 - 11 de setembre de 1550 renuncià)
- Tomás Casillas, O.P. † (19 de gener de 1551 - 29 d'octubre de 1567 mort)
- Pedro de Feria (Martín Fernández), O.P. † (30 d'abril de 1572 - 1588 mort)
- Andrés de Ubilla, O.P. † (21 de maig de 1592 - 29 de gener de 1603 nomenat bisbe de Michoacán)
- Lucas Durán, O.S. † (7 de gener de 1605 - 1607 renuncià)
- Juan Pedro González de Mendoza, O.S.A. † (7 de maig de 1607 - 17 de novembre de 1608 nomenat bisbe de Popayán)
- Juan Tomás de Blanes, O.P. † (12 de gener de 1609 - 5 de febrer de 1612 mort)
- Juan de Zapata y Sandoval, O.S.A. † (13 de novembre de 1613 - 13 de setembre de 1621 nomenat bisbe de Guatemala)
- Bernardino de Salazar y Frías † (25 d'octubre de 1621 - 1626 mort)
- Agustín de Ugarte y Sarabia † (3 de desembre de 1629 - 2 de desembre de 1630 nomenat bisbe de Guatemala)
- Marcos Ramírez de Prado y Ovando, O.F.M. † (31 de gener de 1633 - 30 de maig de 1639 nomenat bisbe de Michoacán)
- Cristóbal Pérez Lazarraga y Maneli Viana, O.Cist. † (3 d'octubre de 1639 - 8 d'octubre de 1640 nomenat bisbe de Cartagena)
- Domingo de Villaescusa y Ramírez de Arellano, O.S.H. † (19 de novembre de 1640 - 2 de desembre de 1651 nomenat bisbe de Mérida)
- Mauro Diego (Marcos) de Tovar y Valle Maldonado, O.S.B. † (16 de desembre de 1652 - 3 de novembre de 1666 mort)
- Cristóbal Bernardo de Quiros † (1 de setembre de 1670 - 16 de maig de 1672 nomenat bisbe de Popayán)
- Marcos Bravo de la Serna Manrique † (12 de març de 1674 - 1679 mort)
- Francisco Núñez de la Vega, O.P. † (8 de juny de 1682 - 1698 mort)
- Juan Bautista Álvarez de Toledo, O.F.M. † (24 de setembre de 1708 - 9 de desembre de 1713 nomenat bisbe de Guatemala)
- Jacinto Olivera y Pardo † (26 de febrer de 1714 - 10 de juliol de 1733 mort)
- José Cubero Ramírez de Arellano, O. de M. † (9 de juliol de 1734 - 20 de juny de 1752 mort)
- José Vidal de Moctezuma y Tobar, O. de M. † (28 de maig de 1753 - 2 d'octubre de 1766 mort)
- Miguel Cilieza y Velasco † (27 d'abril de 1767 - 7 d'abril de 1768 mort)
- Juan Manuel Garcia de Vargas y Ribera, O. de M. † (20 de novembre de 1769 - 14 de desembre de 1774 mort)
- Francisco Martínez-Polanco y López de Lerena † (13 de novembre de 1775 - 1785 mort)
- José Martínez-Palomino y López de Lerena † (19 de desembre de 1785 - 8 de març de 1788 renuncià)
- Francisco Gabriel de Olivares y Benito † (15 de setembre de 1788 - 22 de febrer de 1795 nomenat bisbe de Durango)
- Fermín José Fuero y Gómez Martinez Arañon † (18 de desembre de 1795 - 14 de juliol de 1800 mort)
- Andrés Ambrosio de Llanos y Valdés, O.F.M. † (23 de desembre de 1801 - 14 de juny de 1815 mort)
- Salvador de Sanmartín y Cuevas † (22 de juliol de 1816 - 17 de febrer de 1821 mort)
- Luis García Guillén, O. de M. † (28 de febrer de 1831 - 19 d'agost de 1834 mort)
- José María Luciano Becerra y Jiménez † (23 de desembre de 1839 - 27 de juliol de 1852 nomenat bisbe de Tlaxcala)
- Carlos María Colina y Rubio † (7 d'abril de 1854 - 19 de març de 1863 nomenat bisbe de Tlaxcala)
- Carlos Manuel Ladrón de Guevara † (19 de març de 1863 - 28 d'agost de 1869 mort)
- Germán de Ascensión Villalvazo y Rodríguez † (22 de novembre de 1869 - 8 de maig de 1879 mort)
- Ramón María de San José Moreno y Castañeda, O.Carm. † (22 de setembre de 1879 - 13 de juliol de 1883 renuncià)
- Miguel Mariano Luque y Ayerdi † (13 de novembre de 1884 - 14 de maig de 1901 mort)
- José Francisco Orozco y Jiménez † (9 de juliol de 1902 - 2 de desembre de 1912 nomenat arquebisbe de Guadalajara)
- Maximino Ruiz y Flores † (8 de juliol de 1913 - 8 de març de 1920 renuncià)
- Gerardo Anaya y Diez de Bonilla † (8 de març de 1920 - 3 d'octubre de 1941 nomenat bisbe de San Luis Potosí)
- Lucio Torreblanca † (22 de gener de 1944 - 1959 nomenat arquebisbe de Durango)
- Samuel Ruiz García † (14 de novembre de 1959 - 13 de març de 2000 jubilat)
- Felipe Arizmendi Esquivel, des del 31 de març de 2000

## Estadístiques
A finals del 2014, la diòcesi tenia 1.339.000 batejats sobre una població d'1.752.000 persones, equivalent al 76,4% del total.
| any  | població  | població  | població | sacerdots | sacerdots       | sacerdots       | sacerdots             | diaques | religiosos | religiosos | parròquies |
| ---- | --------- | --------- | -------- | --------- | --------------- | --------------- | --------------------- | ------- | ---------- | ---------- | ---------- |
| any  | batejats  | total     | %        | total     | clergat secular | clergat regular | batejats por sacerdot | diaques | homes      | dones      |            |
| 1949 | 623.641   | 628.498   | 99,2     | 30        | 30              |                 | 20.788                |         |            | 46         | 40         |
| 1958 | 609.092   | 625.163   | 97,4     | 37        | 33              | 4               | 16.461                |         | 7          | 52         | 32         |
| 1966 | 611.000   | 637.500   | 95,8     | 53        | 33              | 20              | 11.528                |         | 28         | 89         | 27         |
| 1968 | 611.000   | 637.500   | 95,8     | 85        | 60              | 25              | 7.188                 |         | 37         | 107        | 29         |
| 1976 | 756.400   | 787.950   | 96,0     | 65        | 38              | 27              | 11.636                |         | 47         | 135        | 39         |
| 1980 | 840.000   | 908.000   | 92,5     | 61        | 34              | 27              | 13.770                |         | 43         | 144        | 38         |
| 1990 | 870.500   | 1.200.000 | 72,5     | 62        | 35              | 27              | 14.040                | 69      | 48         | 180        | 50         |
| 1999 | 974.336   | 1.454.233 | 67,0     | 56        | 25              | 31              | 17.398                | 311     | 41         | 157        | 44         |
| 2000 | 1.186.846 | 1.543.245 | 76,9     | 54        | 24              | 30              | 21.978                | 336     | 44         | 205        | 38         |
| 2001 | 995.322   | 1.531.372 | 65,0     | 62        | 28              | 34              | 16.053                | 337     | 44         | 191        | 37         |
| 2002 | 995.322   | 1.531.372 | 65,0     | 73        | 37              | 36              | 13.634                | 342     | 55         | 209        | 46         |
| 2003 | 995.322   | 1.531.312 | 65,0     | 49        | 45              | 4               | 20.312                | 341     | 53         | 168        | 48         |
| 2004 | 995.322   | 1.707.059 | 58,3     | 84        | 46              | 38              | 11.849                | 340     | 58         | 190        | 51         |
| 2010 | 1.346.000 | 1.691.000 | 79,6     | 88        | 49              | 39              | 15.295                | 329     | 56         | 207        | 52         |
| 2014 | 1.339.000 | 1.752.000 | 76,4     | 108       | 67              | 41              | 12.398                | 316     | 46         | 244        | 57         |